# استاین استلس
استاین استلس (انگلیسی: Stijn Steels؛ زادهٔ ۲۱ اوت ۱۹۸۹ ‏(۳۵ سال)) دوچرخه‌سوار اهل بلژیک است.
از باشگاه‌هایی که در آن بازی کرده‌است می‌توان به لاندباوکردیت–کولناخو و اسپورت فلاندر-بالوزه اشاره کرد.